# Eclytus exornatus
Eclytus exornatus là một loài tò vò trong họ Ichneumonidae.